# Ford Fairmont (Ameryka Północna)
Ford Fairmont – samochód osobowy klasy średniej produkowany pod amerykańską marką Ford w latach 1978–1983. 

## Historia i opis modelu

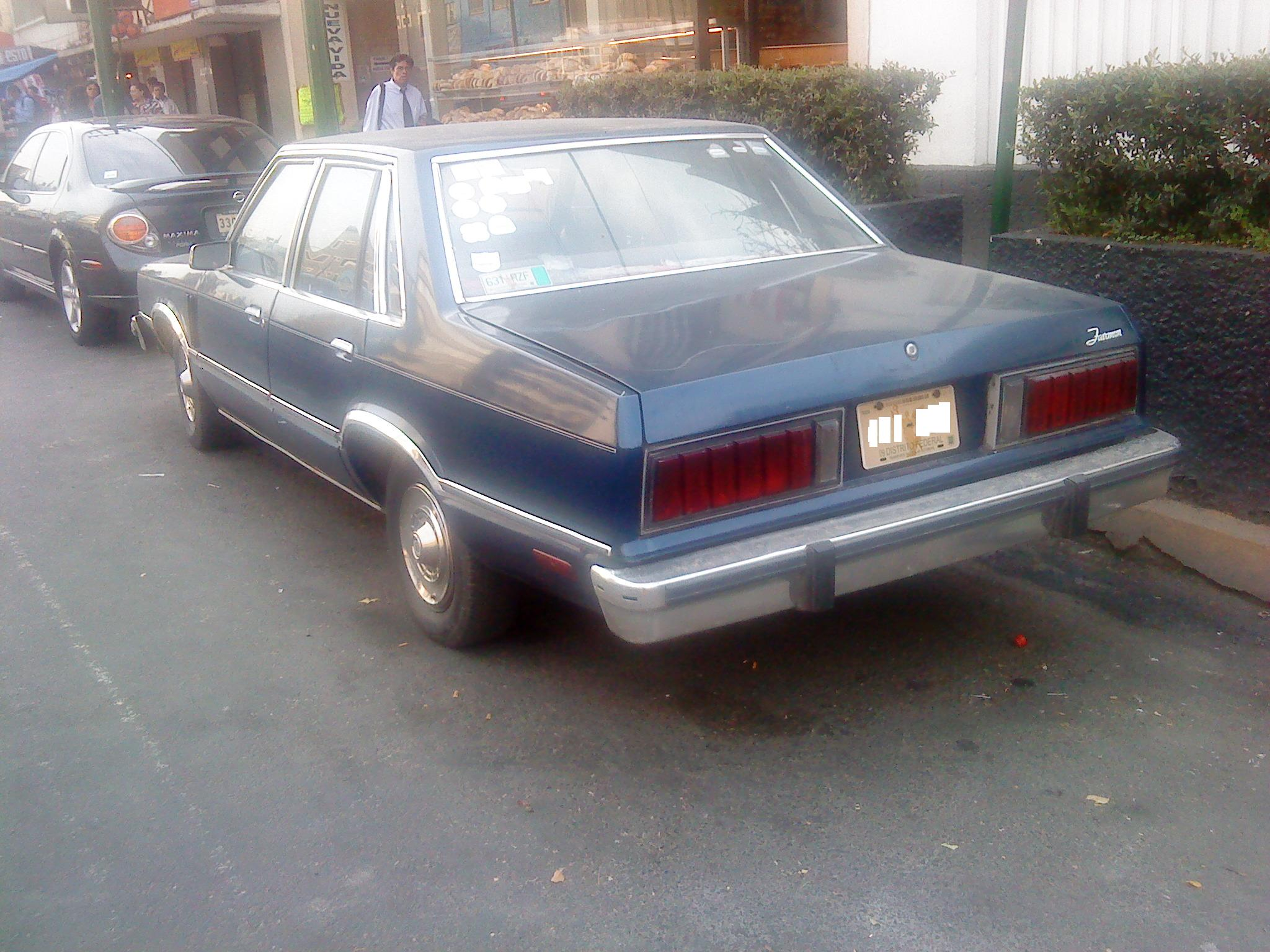
Ford Fairmont - tył

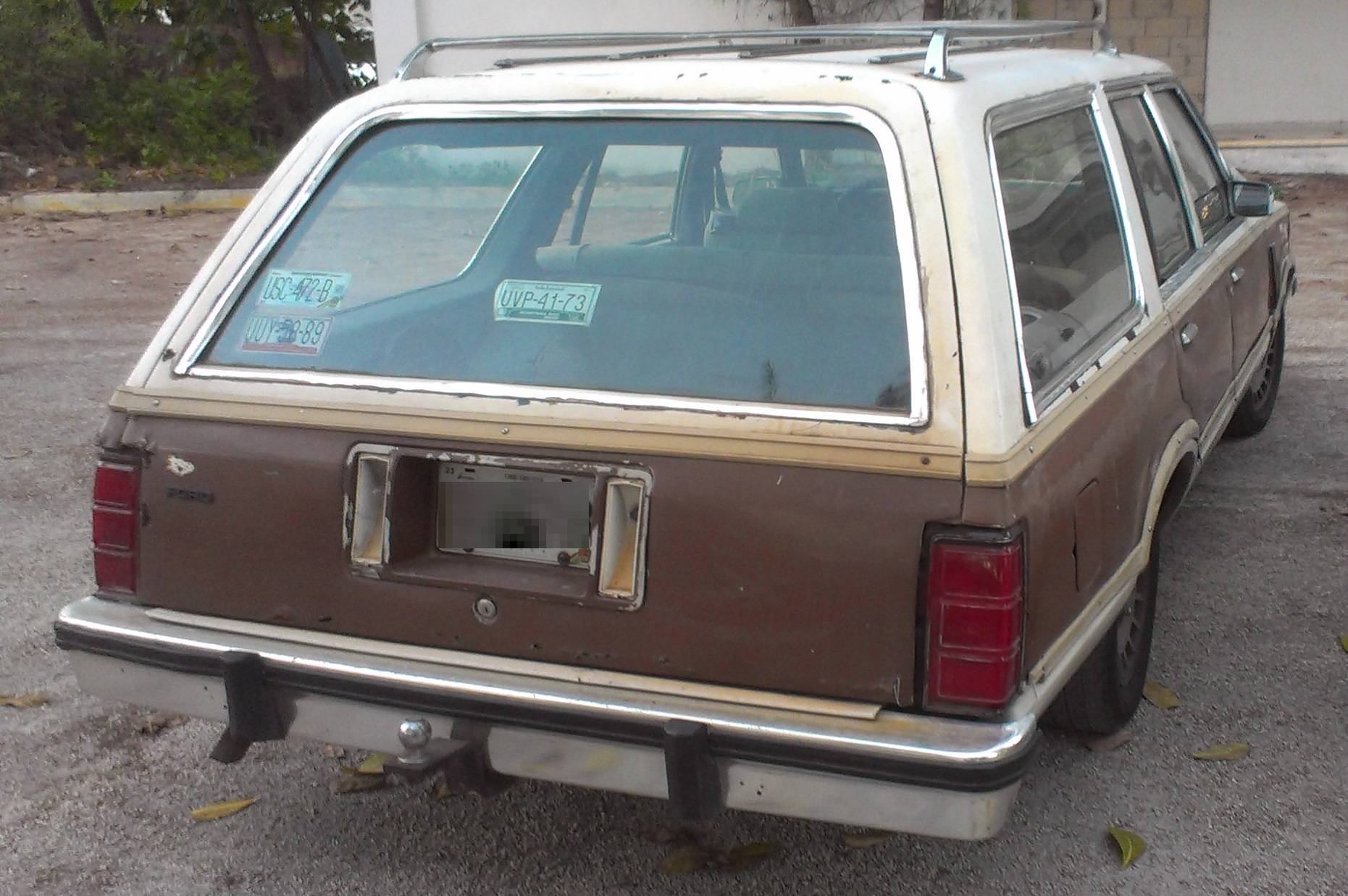
Ford Fairmont Kombi

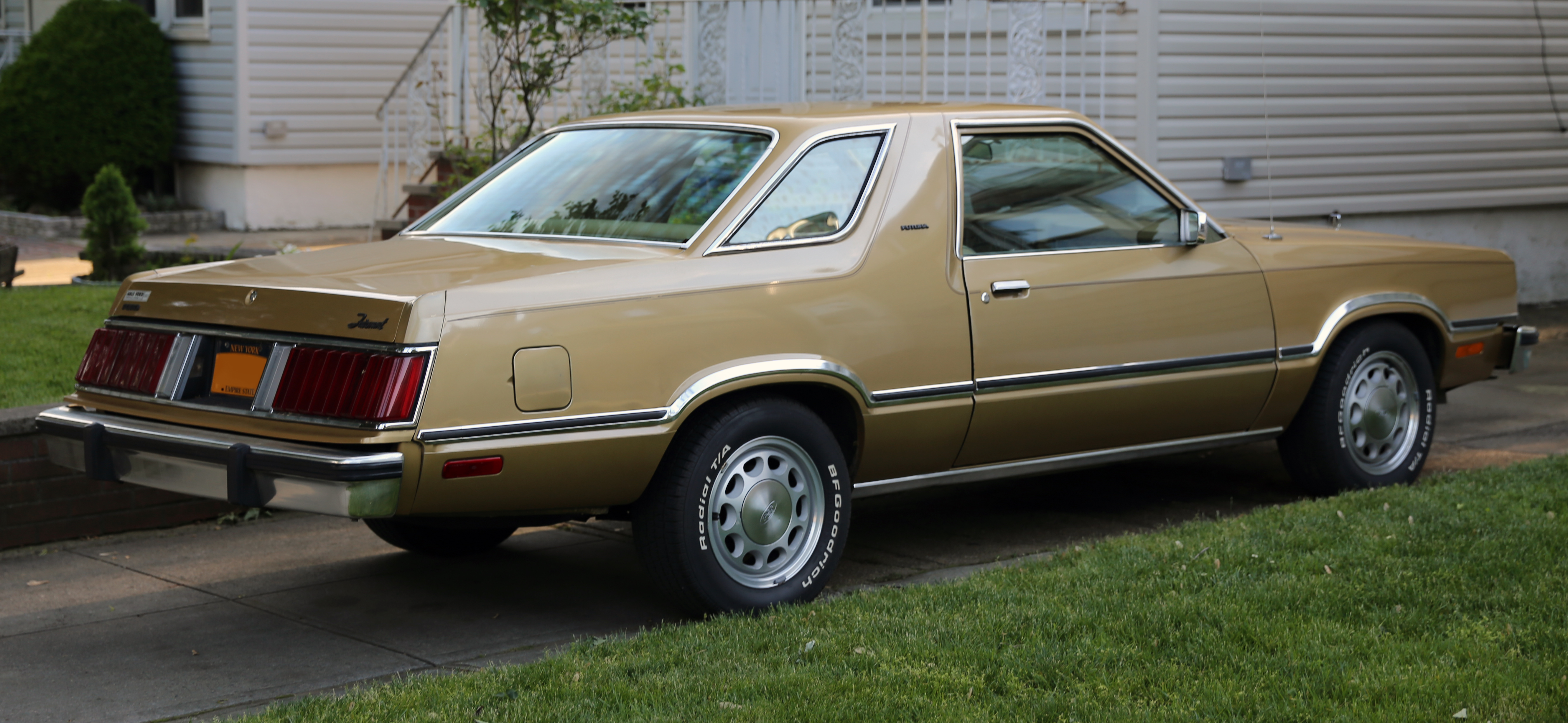
Ford Fairmont Coupe

W 1978 roku Ford przedstawił nowy model klasy średniej oparty na platformie Ford Fox, który w dotychczasowej ofercie zastąpił model Maverick. Ford Fairmont utrzymano w bardziej kanciastych proporcjach nawiązujących do większego modelu Granada. Charakterystycznym elementem wyglądu pasa przedniego stały się prostokątne reflektory, a także umieszczone w niezależnych pomarańczowych kloszach kierunkowskazy. 
Samochód dostępny był jako 2- i 4-drzwiowy sedan, 4-drzwiowe kombi oraz 2-drzwiowe coupé. Tylna część nadwozia w wersji sedan charakteryzowała się podłużnymi, prostokątnymi reflektorami, z kolei wariant kombi i coupe miał bardziej ścięty bagażnik pod kątem. Do napędu używano benzynowych silników R4, R6 i V8 (pojemność 2,3-4,9 l, moc maksymalna 86-142 KM). Napęd przenoszony był na oś tylną poprzez 4-biegową manualną bądź 3-biegową automatyczną skrzynię biegów. 
Trwająca 5 lat produkcja zakończyła się w 1983 roku, po czym Ford przedstawił następcę, dla którego po raz kolejny zdecydowano się zmienić nazwę na Tempo.

### Meksyk
Na rynku meksykańskim Ford Fairmont oferowany był pod nazwą Ford Elite II. Różnice w wyglądzie pozostawały niewielkie, a produkcja trwała równolegle względem amerykańskiego odpowiednika w lokalnych zakładach produkcyjnych Forda.

### Wersje wyposażeniowe
- ES
- S
- Ghia
- Futura

### Dane techniczne
| Wersja             | Silnik:                          | Układ zasilania:     | Średnica × skok tłoka: | St. sprężania:     | Moc maksymalna:                      | Maks. moment obrotowy:     |
| Silniki benzynowe: | Silniki benzynowe:               | Silniki benzynowe:   | Silniki benzynowe:     | Silniki benzynowe: | Silniki benzynowe:                   | Silniki benzynowe:         |
| ------------------ | -------------------------------- | -------------------- | ---------------------- | ------------------ | ------------------------------------ | -------------------------- |
| R4 2.3             | R4 2,3 l (2301 cm³), SOHC        | 2-gardzielowy gaźnik | 96,04 mm × 79,40 mm    | 9,0:1              | 89 KM (65,5 kW) przy 4800 obr./min   | 160 N•m przy 2800 obr./min |
| R4 2.3 Turbo       | R4 2,3 l (2301 cm³), SOHC, turbo | 2-gardzielowy gaźnik | 96,04 mm × 79,40 mm    | 9,0:1              | 122 KM (89,5 kW) przy 5400 obr./min  | 197 N•m przy 3000 obr./min |
| R6 3.3             | R6 3,3 l (3273 cm³), OHV         | 1-gardzielowy gaźnik | 93,47 mm × 79,50 mm    | 8,5:1              | 86 KM (63,5 kW) przy 3600 obr./min   | 209 N•m przy 1600 obr./min |
| V8 4.2             | V8 4,2 l (4183 cm³), OHV         | 2-gardzielowy gaźnik | 93,47 mm × 76,20 mm    | 8,8:1              | 120 KM (88,5 kW) przy 3800 obr./min  | 263 N•m przy 2200 obr./min |
| V8 4.9             | V8 4,9 l (4942 cm³), OHV         | 2-gardzielowy gaźnik | 101,60 mm × 76,20 mm   | 8,4:1              | 142 KM (104,5 kW) przy 3600 obr./min | 339 N•m przy 1800 obr./min |